# 기쁨조
기쁨조(기쁨組)는 일부 언론에 의해 조선민주주의인민공화국의 수장 김정일 또는 그의 측근에 대한 봉사를 위해 조직되었다고 추정되는 집단이다. 그러나, 존재성에 대해선 명확한 근거가 존재하지 않는다.

## 개요
‘기쁨조’라는 실체와 그 용어가 실제 조선민주주의인민공화국 내에서 존재하는지 증명된 바 없으며, 이에 대한 내용은 일부 언론인 및 탈북자들의 주장에서만 확인할 수 있다. 이들의 주장에 의하면 조선민주주의인민공화국에서는 조선노동당 5과에 소속되었고 북한에서 엄선한 미녀를 모아서 편성한다고 말하고 있다. 기쁨조는 만족조, 가무조, 행복조, 행사조로 구성이 되어 있는데 만족조는 없어졌다고 한다.

## 진실성의 여부
대한민국 정부가 제출한 소위기 탈북자의 인터뷰 내용들을 들어보면, 상당수 내용이 확인되지 않은 것이다. 한 조선민주주의인민공화국 예술인 출신의 탈북자는 “북한에는 기쁨조라는 말은 없으며, 이들은 몸을 파는 매춘부들이 아니라, 보천보 예술단이나 왕재산 예술단 같은 북한 악단들의 댄서나 가수들이다.”라고 얘기했고, 이들과 조선민주주의인민공화국 간부들간의 성관계에 대해서는 강한 부정을 했다.

## 참고 문헌
- "Dirty Details" 보관됨 2013-06-03 - 웨이백 머신, by Bryan Walsh, from TIME magazine, July 14, 2003
- "The Dear Leader Unmasked" 보관됨 2011-05-22 - 웨이백 머신
- Jeong, Ji Sun (April 6, 2004). "Intervention Agenda Item 13: Rights of Children; UN Commission on human rights". A Woman's Voice International. Retrieved 2007-02-08.
- Becker, Jasper (October 11, 2003). "North Korea: At Home With the Kims" 보관됨 2007-06-01 - 웨이백 머신. Asia Times. Retrieved 2007-02-08.
- Yoel, Sano (June 4, 2005). "The Kims' North Korea: Under the Loving Care of the Fatherly Leader: North Korea and the Kim Dynasty by Bradley K Martin" 보관됨 2017-02-24 - 웨이백 머신. Book review (Asia Times). Retrieved 2007-02-08.

## 같이 보기
- 궁녀
- 기생
- 위안부
- 모란봉악단
- 국가보위성
- 유흥업